# Polyphaenis monophaenis
Polyphaenis monophaenis är en fjärilsart som beskrevs av Brandt 1938. Polyphaenis monophaenis ingår i släktet Polyphaenis och familjen nattflyn. Inga underarter finns listade i Catalogue of Life.